# Slavko Grum
Slavko Grum, slovenski dramatik in pisatelj, * 2. avgust 1901, Šmartno pri Litiji, † 3. avgust 1949, Zagorje ob Savi.

## Življenje
Bil je tretji, predzadnji otrok Franca Gruma, delovodje v šmarski tovarni usnja, in Marije Grum, roj. Dolšek. Zaradi očetove službe so se  leta 1906 preselili v Novo mesto, kjer je kot zunanji gojenec v novomeškem frančiškanskem samostanu obiskoval osnovno šolo. Eden njegovih učiteljev je bil pater Blanko, ki ga je spodbujal k literarnemu pisanju in ga hkrati navdušil za naravoslovje. Zaradi službenih obveznosti so se ostali člani družine preselili v Mokronog in nato v Konjice, sam pa je ostal v Novem mestu pri dijaški gospodinji. Po končani osnovni šoli je v letih 1911 do 1919 obiskoval gimnazijo. V tem času je stanoval pri sestri Mariji in novomeškemu podjetniku Jožefu Klemenčiču v podstrešni sobici, ki jo je ljubkovalno imenoval "rakev". Leta 1919 je maturiral in se je nato kljub prigovarjanju staršev, naj gre študirat teologijo, odločil za medicino na Dunaju in si zanjo pridobil štipendijo. Rad je obiskoval gledališče in kino. Kot zdravnik se je dodobra seznanil s psihoanalizo, novim področjem psihiatrije, ki poudarja nezavedno plast človeškega življenja. To je pomembno vplivalo na njegovo umetniško delo, ki je bilo v tesni zvezi s poklicnim interesom. Leta 1920 se je spopadal z eksistencialno krizo, trpel je za psihosomatskimi motnjami, postal je odvisen od kokaina. Ko je kriza minila, je veliko pisal. Med vajami za uprizoritev Cankarjeve Lepe Vide se je zbližal z igralko naslovne vloge Jožo Debelak, hčerko šmarskega nadučitelja, sicer pa študentko elektrotehnike. Bila mu je najpomembnejša literarna in osebna zaupnica. 1926 je diplomiral in se vrnil domov. V Ljubljani je bil vpoklican k vojakom, a so ga zaradi srčne napake po dveh mesecih odpustili. Konec leta 1926 je v ljubljanskih bolnicah začel opravljati obvezni staž in na lastno željo ostal v bolnici kot pomožni zdravnik. Kot zdravnik je bil zaposlen v bolnici za ženske bolezni in na psihiatrični kliniki, kjer je pridobil gradivo za pisanje najpomembnejših del in dram. Leta 1929 ga je zavrnilo Narodno gledališče v Ljubljani, kjer je želel uprizoriti svojo dramo Dogodek v mestu Gogi, za katero je v Beogradu prejel drugo nagrado, prav tako so zavrnili njegovo željo po premestitvi v domačo bolnico. Razšel se je z Jožo Debelak, zaradi česar je narasla odvisnost od drog. Razočaran je dal odpoved v službi ter se skupaj s posesivno in gospodovalno materjo naselil v Zagorju in postal zdravnik privatne prakse. Po letu 1929 mu je začela  pisateljska moč usihati, objavljal je samo ponatise in variante. Leta 1946 je skušal narediti samomor z veronalom. Tri leta kasneje je zaradi raka na jetrih umrl v izolirnici v Zagorju. Pokopan je v Šmihelu pri Novem mestu.

## Literarno ustvarjanje
Med študijem na Dunaju se je navdušil za gledališče in kino, fasciniral ga je predvsem patetični in sentimentalni manirizem tedanjega zvezdnika nemega filma Conrada Veidta. Leta 1921 je zasnoval drame Pierrot in Pierrette, Neusmiljeni odrešenik in Trudni zastori. Istega leta se je seznanil s Freudom, ki je zelo vplival na njegova nadaljnja dela. Leta 1922 ga je prevzela melanholična, dekadentna in morbidna igra Alexandra Moissija v uprizoritvi Ibsenovih Strahov. Med počitnicami leta 1922 je pripravil amatersko uprizoritev Funtkove Tekme, nato pa naslednjega leta še Cankarjevo Lepo Vido ter Strindbergovo Gospodično Julijo. Obdobje zrelega pisateljevanja traja 1925—1929. Večinoma ni objavljal v revijah, ampak na mnogo manj uglednem mestu, v dnevniku Jutro. Prevajali so ga Čehi in Slovaki. Do leta 1928 je bilo v tuje jezike prevedenih devet črtic. Naslednji umetnik, ki ga je prevzel, je bil režiser Alexander Tairov, in sicer v uprizoritvi Wildeove Salome. Leta 1927 je objavil dramski prizor Upornik in napravil izbor objavljenih črtic z naslovom Beli azil, ki naj bi ga natisnili Tiskovna zadruga in slovaška založba Slovenský východ, vendar do natisa navsezadnje ni prišlo. 1928 je v kinu Matica predaval o seksualni vzgoji mladine, kjer je razložil Freudovo teorijo in predavanje tudi objavil. Istega leta je objavil svoje najbolj znano delo, dramo Dogodek v mestu Gogi, za katero je v Beogradu prejel drugo nagrado s področja dramatike. Uprizorjena je bila tri leta kasneje v mariborskem Narodnem gledališču in nato še v ljubljanskem. Dogodek v mestu Gogi in z njo Slavka Gruma uvrščamo med slovenske klasike. Sledile so razprave, med drugim psihoanalitični tekst Samomor. Zasnoval je izbor zbirke črtic z naslovom Izgubljeni sin. Do konca življenja je napisal samo še pripovedna spisa Beg v onstran in Beg iz življenja ter novelo Deček in blaznik in poljudnoznastveni spis Resnica o alkoholu. Njegovo zapuščino, ki obsega najpomembnejša Grumova literarna dela, je podarila Olga Hlede, hranijo pa jo v Knjižnici Mirana Jarca v Novem mestu.      

### Dramatika
Dramsko delo Slavka Gruma  stoji v vrhu slovenskega ekspresionizma. V letih medicinskega študija na Dunaju od 1920 do 1927 je dovršil štiri po vsebini in slogu samosvoje drame, s katerimi je segel v skrajnosti tedanjega slovenskega ustvarjanja. Vsa štiri dela odsevajo trpko poetičnost, prežeta so z duhom brezizhodnega družbenega stanja in tragiko mračnih zapletov sedanjosti.
Dramska dela:
- Pierrot in Pierrette, 1921
- Neusmiljeni odrešenik, 1921
- Trudni zastori, 1924
- Upornik, 1927
- Dogodek v mestu Gogi, drama v dveh dejanjih, 1930

### Prozna dela
Tju, Blesteči kamni, Vrata, Izgubljeni sin, Mansarda, Sveta noč, Sestanek, Deklica v pledu, Spomladi, Beli azil, Aloisius Ignatius Sinbein, Kaznjenci, Lastni portret, Podgane, Zločin v predmestju, Melanholija, Portret dečka s cvetlico v roki, Pogreb, Vožnja

## Poimenovanja
Po Slavku Grumu se imenujeta ulica v Novem mestu ter OŠ Slavka Gruma v Zagorju ob Savi. V Litiji je na nekdanjem sedežu okrajnega glavarstva prenovljena matična knjižnica dr. Slavka Gruma. Ob 120-letnici rojstva (2021) so v njegovem rodnem Šmartnem pri Litiji odkrili njegov doprsni kip.
Po njem je imenovana Grumova nagrada za najboljše slovensko dramsko besedilo. Na osrednji občinski slavnostni prireditvi ob kulturnem prazniku v Zagorju podeljujejo tudi plaketo Slavka Gruma kulturnim delavcem za dolgoletno uspešno delo na področju kulture.